# Agustín Senín
Agustín Senín Díaz (Bilbao, 4 de septiembre de 1946) fue un boxeador olímpico español, apodado «El tigre de Irala». Fue campeón de Europa del peso gallo. 

## Biografía

### Juventud
Nació en la calle de Las Cortes de Bilbao, en el humilde barrio conocido como La Palanca. Su padre era trabajador de Altos Hornos de Vizcaya y su madre pescadera. Su hermano, boxeador aficionado, le introdujo en este deporte.

### Trayectoria amateur
Senín empezó a destacar en su etapa amauteur, con 54 victorias y solo 6 derrotas en 60 combates. Fue campeón de España de aficionados tres veces consecutivas, de 1964 a 1966.
En 1964 fue incluido en la selección española de boxeo para los Juegos Olímpicos de Tokio, junto con Miguel Velázquez, Domingo Barrera Corpas y Valentín Lorén. Participó en la categoría del peso gallo, siendo derrotado en el primer combate por el representante de Hong Kong. En 1965 obtuvo una medalla de bronce en los Campeonatos Mundiales Militares de Múnich.

### Trayectoria profesional
En 1967 realizó su primer combate como profesional en Barcelona. En 1970 logró el campeonato de España del peso gallo derrotando por nocaut a Toti Martín. El 10 de agosto de 1971 se convirtió en campeón de Europa de la categoría (EBU) derrotando al británico Alan Rudkin en la plaza de toros de Vista Alegre de Bilbao. Defendió con éxito el título europeo en dos combates: el 2 de febrero de 1972 frente al francés Guy Caudron y el 27 de septiembre de ese año contra el italiano Antonio Sassarini, en la que fue su última pelea. Dejó el boxeo con 26 años, en la cúspide de su carrera y rechazando una oferta para disputarle el título mundial a Rodolfo Martínez. Se retiró invicto como profesional, con un balance 42 victorias en 43 combates (21 por KO) y un nulo, sin haber llegado a disputar el Mundial, ya que manifestó que antes lo dejaba que esperar la oportunidad cuando entrará en la decadencia. Nada más retirarse dejó unas “memorias“ escritas por Fernando Múgica Goñi.

### Tras la retirada
Tras su retirada regentó un negocio de peluquería femenina en Bilbao.